# The Ghost City
The Ghost City er en amerikansk stumfilm fra 1923 af Jay Marchant.

## Medvirkende
- Pete Morrison som Larry Newton
- Margaret Morris som Alice Sinclair
- Al Wilson som Raymond Moreton
- Frank Rice som Sagebrush Hilton
- Bud Osborne som Jasper Harwell
- Lola Todd som Ginger Harwell